# Wahnesia
Wahnesia is een geslacht van waterjuffers (Zygoptera) uit de familie van de Argiolestidae.

## Soorten
Wahnesia omvat dertien soorten:
- Wahnesia annulipes (Lieftinck, 1956)
- Wahnesia armeniaca (Lieftinck, 1956)
- Wahnesia ephippiata (Lieftinck, 1956)
- Wahnesia esuriens (Lieftinck, 1956)
- Wahnesia gizo (Kalkman, 2008)
- Wahnesia kirbyi Förster, 1900
- Wahnesia kutubuensis Theischinger, Richards & Toko, 2018
- Wahnesia luteipes (Lieftinck, 1956)
- Wahnesia microstigma (Lieftinck, 1956)
- Wahnesia prothoracalis (Lieftinck, 1956)
- Wahnesia saltator (Lieftinck, 1956)
- Wahnesia saltuaria (Lieftinck, 1956)
- Wahnesia simplex (Lieftinck, 1949)